# Apicale dominantie

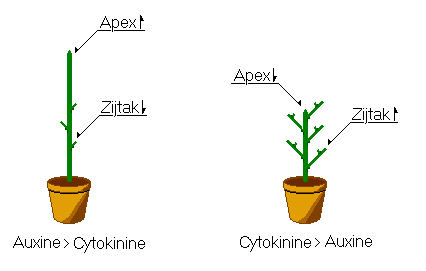
Effect van auxine/cytokinine balans op apicale dominantie

Apicale dominantie bij planten is het fenomeen dat de apex (top van de plant) sterker uitgroeit dan de zijtakken van de plant. Dit wordt bewerkstelligd door een welbepaalde auxine/cytokinine-balans. Auxine zal de apicale dominantie versterken, cytokinine zal deze opheffen en dus aanleiding geven tot vorming van zijtakken.

## Apicale controle
Apicale controle is een controlemechanisme in een boom dat ervoor zorgt dat de dominante tak de rol van de topscheut overneemt als de apex van een boom afgebroken of weggehaald is. De meest proximale zijtak zal hierdoor gaan buigen in de richting van de hoofdas. Deze neemt dan de rol van de hoofdas over. Auxine speelt ook bij apicale controle een belangrijke rol.

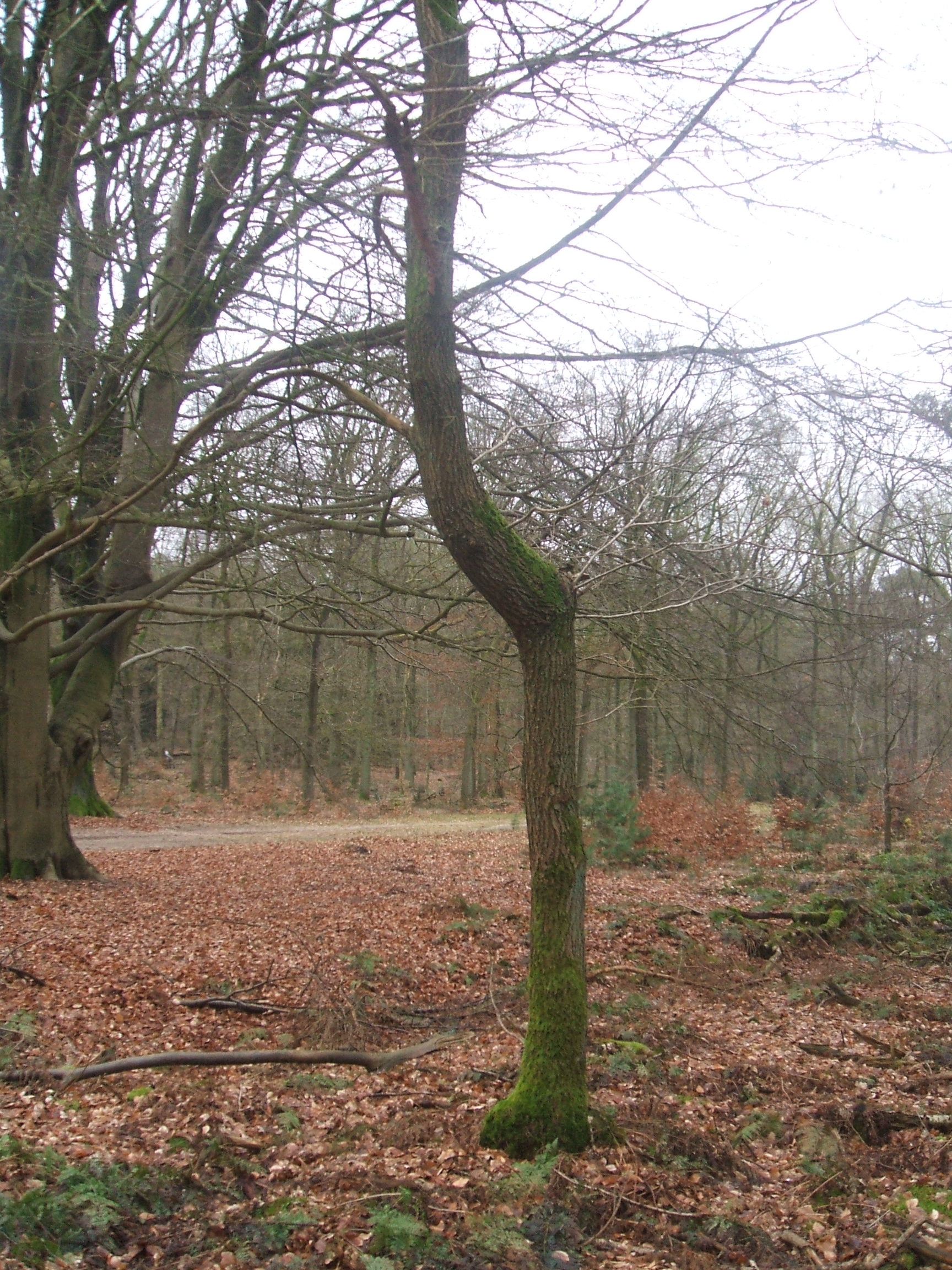
Apicale controle bij een eik